# Satyrium parviflorum
Satyrium parviflorum är en orkidéart som beskrevs av Olof Swartz. Satyrium parviflorum ingår i släktet Satyrium och familjen orkidéer. Inga underarter finns listade i Catalogue of Life.